# Фанагало
Фанага́ло («кухонный кафрский», «шахтёрский кафрский», лапалапа, кабанга) — пиджин на основе зулу, распространённый в Южной Африке, главным образом на рудниках в Замбии, Зимбабве и на Витватерсранде (ЮАР). Около 70 % лексики фанагало восходит к зулу, остальное — к английскому, африкаанс и другим языкам банту (в Зимбабве сильно влияние шона, в Замбии — бемба). Изначально, возможно, появился как язык общения британских поселенцев в Натале с местным населением, позже стал распространён в Родезии и был завезён на Витватерсранд.
По сравнению с зулу грамматика значительно упрощена, почти разрушена система именных классов и вообще согласования, упрощена глагольная система. Под влиянием английского и африкаанс появился неизменяемый определённый артикль lo (правда, с нетривиальными правилами употребления), предлог ka используется для выражения генитивных отношений. Утрачена система тонов, развилось силовое ударение на предпоследнем слоге.
Известны два варианта фанагало:
- «садовый фанагало», или «кухонный кафрский», которым пользовались чёрные слуги при общении с белыми;
- «шахтёрский фанагало», более близкий к зулу.